# Whitehorn Cove
Whitehorn Cove es un lugar designado por el censo ubicado en el condado de Wagoner en el estado estadounidense de Oklahoma. En el Censo de 2020 tenía una población de 1201 habitantes y una densidad poblacional de 46,70 habitantes por km². Fue incluido como CDP en el censo de 2020.

## Geografía
Whitehorn Cove se encuentra ubicado en las coordenadas 36°0′8″N 95°16′41″O / 36.00222, -95.27806. Según la Oficina del Censo de los Estados Unidos,  tiene una superficie total de 25,72 km², de la cual 18,47 km² corresponden a tierra firme y 7,25 km² a agua.